# Prosoplus pilipennis
Prosoplus pilipennis là một loài bọ cánh cứng trong họ Cerambycidae.